# Jacques Otlet
Pour les articles homonymes, voir Otlet.
Jacques H.Gh. Otlet, né le 5 juin 1948 à Genval (Rixensart) est un homme politique belge wallon, membre du MR.
Il est licencié en sciences politiques et diplomatiques et agrégé de l'enseignement secondaire supérieur.
Il est Secrétaire-Directeur (Direction Générale) du centre hospitalier Le Domaine U.L.B. (Braine-l'Alleud).

## Fonctions politiques
- Conseiller provincial province du Brabant wallon.
- Membre du parlement wallon du 16 juillet 1999 au 13 juin 2004.
- Membre du parlement de la communauté française du 19 juillet 1999 au 13 juin 2004.
- Bourgmestre d'Ottignies-Louvain-la-Neuve de 1995 à 2000[1].
- Ancien président du CPAS d'Ottignies-Louvain-la-Neuve.
- Conseiller communal d'Ottignies-Louvain-la-Neuve.
- Échevin de l'urbanisme, du logement, des bâtiments, des affaires économiques, du commerce et de la laïcité d'Ottignies-Louvain-la-Neuve depuis le 2 décembre 2024[1].
- Député fédéral du 21 décembre 2007 au 7 mai 2010.